# Saliha Sultan (figlia di Mahmud II)
Saliha Sultan (turco ottomano:  صالحه سلطان, lett. "la devota"; Istanbul, 16 giugno 1811 – Istanbul, 5 febbraio 1843) è stata una principessa ottomana, figlia del sultano Mahmud II e della consorte Aşubcan Kadın, e sorellastra dei sultani Abdülmecid I e Abdülaziz I.

## Origini
Saliha Sultan nacque a Istanbul, nel Palazzo Topkapi, il 16 giugno 1811. Suo padre era il sultano ottomano Mahmud II e sua madre la consorte Aşubcan Kadın. Oltre ai vari fratellastri e sorellastre, aveva due sorelle di sangue morte infanti, una maggiore, Ayşe Sultan, e una minore, Şah Sultan. 

## Matrimonio
Saliha Sultan si sposò il 22 maggio 1834, a ventitré anni. Secondo Sakaoğlu, si sposò più tardi della media a causa di problemi di salute. Lo sposo era Gürcü Halil Rifat Pasha, al suo secondo matrimonio. Julia Pardoe, scrittrice e viaggiatrice inglese che assistette alle nozze, lo descrive come "un uomo di bell'aspetto, ma goffo e sgraziato, con un'espressione grave in volto". 
La sontuosa cerimonia e la processione di doni e carrozze si svolse alla presenza dello stesso Mahmud II e fu osservabile da Bosforo, dove erano ancorate centinaia di barche, e durò diversi giorni, al termine della quale i due si trasferirono al Palazzo Fındıklı. La cerimonia fu seguita anche dal Takvim-i Vekayi, il primo quotidiano ottomano. 
Il matrimonio non fu felice, ma i due ebbero comunque due figli e una figlia.
Sempre secondo Julia Pardoe, Saliha era una persona suberba e piuttosto antipatica, e aveva un rapporto turbolento con suo padre Mahmud II. Nel suo libro di memorie, The Sultan and Domestic Manners of the Turks (1837), riferisce due episodi in particolare. 
Nel primo, Saliha sarebbe stata duramente rimproverata da Mahmud II per aver ordinato alle guardie imperiali di bastonare un gruppo di trenta Ulema che non si erano inchinati al suo passaggio in carrozza. 
Nel secondo, Julia Pardoe riferisce che, in occasione del matrimonio della sorellastra di Saliha, Mihrimah Sultan, non ci fossero più gioielli imperiali da darle perché Saliha li aveva pretesi tutti per le sue nozze e non gli aveva mai restituiti. Inoltre, non li indossava mai, perché era troppo superba per condurre vita mondana. Mahmud, avendo bisogno di almeno alcuni dei preziosi, le propose di venderli, ma lei rispose che nessuno avrebbe osato comprare i gioielli di una principessa imperiale. Mahmud allora si offrì di comprarli lui stesso, e Saliha fu obbligata a accettare. In realtà Mahmud imbrogliò la figlia pagandoli meno del loro valore, anche se Saliha, se pure lo scoprì, non osò lamentarsene

## Morte
Saliha Sultan morì il 5 febbraio 1843, a trentuno anni, e venne sepolta nel mausoleo Nakşidil Sultan, nella Moschea di Fatih.
Dopo la sua morte, suo marito prese una terza moglie, Ismet Hanim, con cui ebbe un figlio, Asaf Mahmud Celaeddin Paşah, che sposò Seniha Sultan, figlia di Abdülmecid I.

## Discendenza
Dal suo matrimonio, Saliha ebbe due figli e una figlia:
- Sultanzade Abdülhamid Bey Efendi (2 marzo 1835 - marzo 1837). La sua nascita fu sontuosamente celebrata, con la principessa che comparve sul balcone del palazzo con il suo seguito e il piccolo, e una lussuosa cerimonia di presentazione del bimbo al nonno sultano.
- Sultanzade Cavid Bey Efendi (1837 - ?).
- Ayşe Şadıka Hanımsultan (1841 - 1886). Sposò Server Paşah, figlio di Said Server Efendi. Ebbe almeno tre figlie:
  - Ayşe Hanim.
  - Azize Hanim. Sposò Hariciyeci Suad Bey, da cui ebbe due figli e una figlia:
    - Ziya Songülen.
    - Mahmud Bey.
    - Fehire Hanim. Sposò Faik Pasha, con discendenza.

  - Fatma Hanim. Sposò Fehmi Bey, figlio del gran visir Mehmed Esad Saffet Pasha, da cui ebbe un figlio e una figlia:
    - Halil Bey.
    - Belkis Hanim.

## Cultura popolare
Nella miniserie televisiva turca del 2018 Kalbimin Sultanı, Saliha è interpretata dall'attrice turca Aslıhan Malbora. 